# Переулочный, Максим Фёдорович
Максим Фёдорович Переулочный (Пероулочный) (? — после 1928) — архитектор (техник-строитель).
Получил звание техника в 1901 году. Работал в портовом таможенном ведомстве (Гутуевский остров).

## Архитектурные проекты

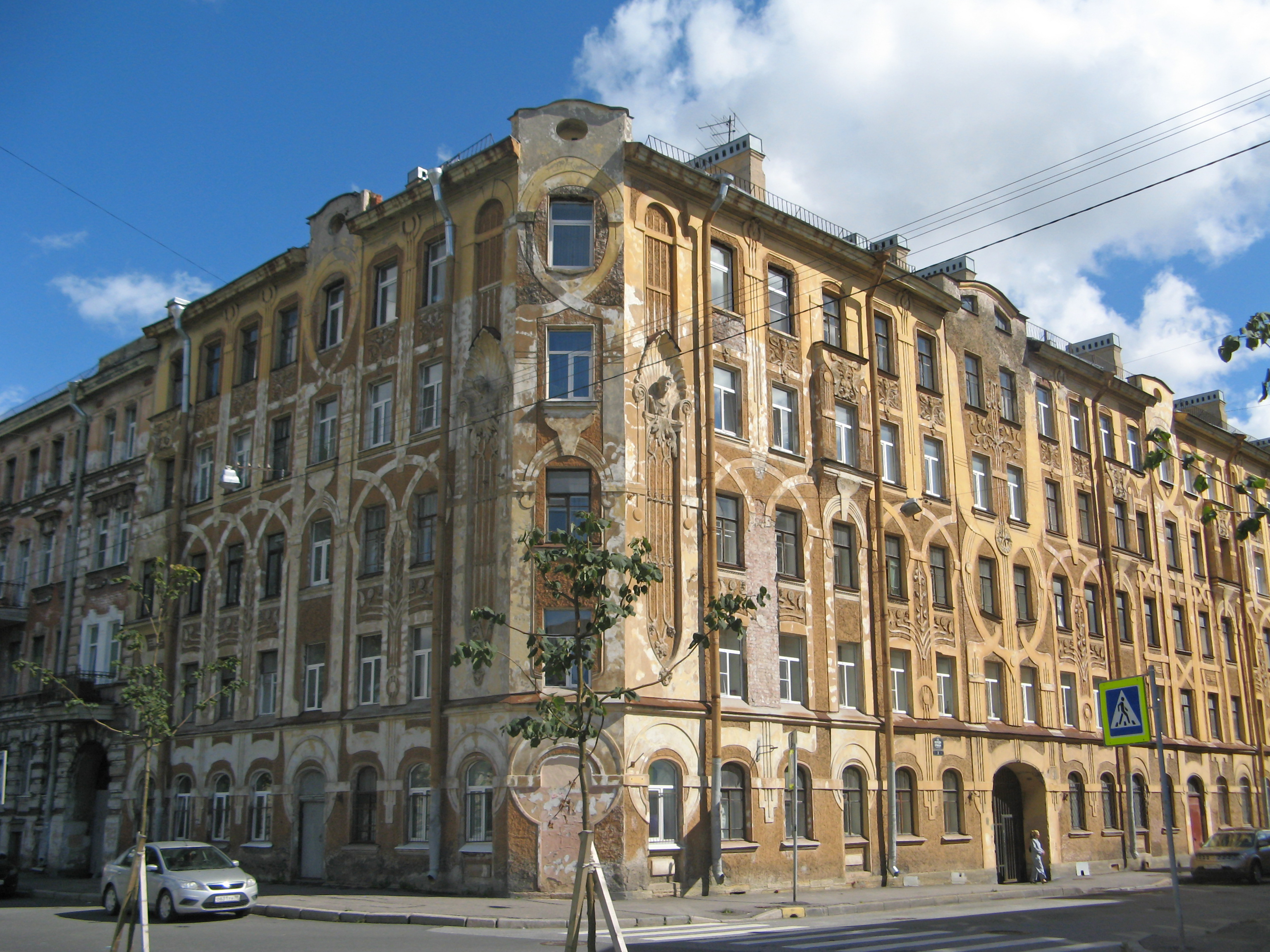
Доходный дом Л. Р. Шредер, предполагаемым автором перестройки которого является Переулочный

- 16-я линия, д. 69 — доходный дом. 1901—1902. Включён существовавший дом.
- Ораниенбаумская улица, д. 6 — доходный дом. Расширение. 1905.
- 3-я линия, д. 52 — здание Невской фабрики обоев М. И. Лихачевой. 1905—1907. Завершено С. А. Баранкеевым.
- Заставская улица, д. 7 — здание обойной фабрики. 1910-е.
- 1-я линия, д. 26 / улица Репина, д. 27 — доходный дом А. Г. фон Нидермиллера. 1913—1915.
- Фабрика «Рубероид» в Новой Деревне.